# Iswestija
Die Iswestija (russisch Известия; deutsch Nachrichten, Mitteilungen) ist eine landesweit erscheinende russische Tageszeitung. Sie gehört zu den ältesten heute noch erscheinenden Periodika Russlands. Sie gilt in ihrer Berichterstattung als regierungsnah.

## Geschichte
Sie wurde am 28. Februar (alte Zeitrechnung) 1917 in Petrograd als Mitteilungsblatt des Petrograder Sowjets gegründet. Am 26. Oktober 1917 erschienen in ihr das geschichtsträchtige Dekret über den Frieden sowie das Dekret über Grund und Boden.
Mit der Verlegung des Regierungssitzes nach Moskau 1918 zog auch die Redaktion der Zeitung dorthin um. Herausgeber wurde das „Exekutivkomitee des Rates der Volkskommissare“, wie sich zunächst die sowjetische Regierung nannte. Der Revolutionsführer Wladimir Lenin gab ihr den Vorrang vor dem Parteiorgan Prawda, Mitte der 1920er Jahre lag ihre Auflage bei 400.000 Exemplaren (gegenüber 150.000 für die Prawda). Von 1938 bis 1991 gab das Präsidium des Obersten Sowjets der UdSSR die Zeitung heraus.
Zu den Chefredakteuren gehörten das Politbüro-Mitglied Nikolai Bucharin (1934–1937) und Alexei Adschubei (1959–1964), der Schwiegersohn Nikita Chruschtschows.
Die Iswestija wurde nach der Auflösung der UdSSR (damalige Auflage etwa 1,2 Millionen Exemplare) durch Privatisierung zur Aktiengesellschaft.

## Politische und inhaltliche Ausrichtung
Die Iswestija wendete sich nach dem Zerfall der Sowjetunion mit einer Auflage von bis zu 230.000 Exemplaren an die gutsituierte Intelligenzija und politische Elite.
Nach der Geiselnahme von Beslan im September 2004 wurde der Chefredakteur der Zeitung, Raf Schakirow, auf politischen Druck hin entlassen, weil die Zeitung zu kritisch über die Ereignisse berichtet habe.

## Eigentümer
Bis zum Frühjahr 2008 gehörte die Zeitung zu 50,2 % dem regierungsnahen Medienkonzern Gazprom-Media, der die Aktienmehrheit im Sommer 2005 von Prof-Media übernommen hatte. Im Mai 2008 wurde bekannt, dass Gazprom-Media seinen Anteil an der Zeitung dem Versicherungsunternehmen SOGAS übereignet. SOGAS wiederum gehört mehrheitlich der Bank Rossija, deren Teilhaber und Vorstandsvorsitzender der Milliardär und Putin-Freund Juri Kowaltschuk ist. Gleichzeitig wurde die Zeitung Teil der von J. Kowaltschuk gegründeten Holding Nationale Mediengruppe. Diese ist bereits mehrheitlicher Anteilseigner der Fernsehsender Ren-TV und Fünfter Kanal.
Der neue Verleger Aram Gabreljanow, von Roger Blum „Boulevard-Verleger“ genannt, setzt vorrangig auf die Online-Ausgabe, statt politischer und ökonomischer Analysen sollen schnell verfasste Glamourtexte und Berichte zu Gewaltverbrechen das Primat haben. Die Druckausgabe am kommenden Tag gilt nur noch als „Ergänzung“.